# هاینتس بننت

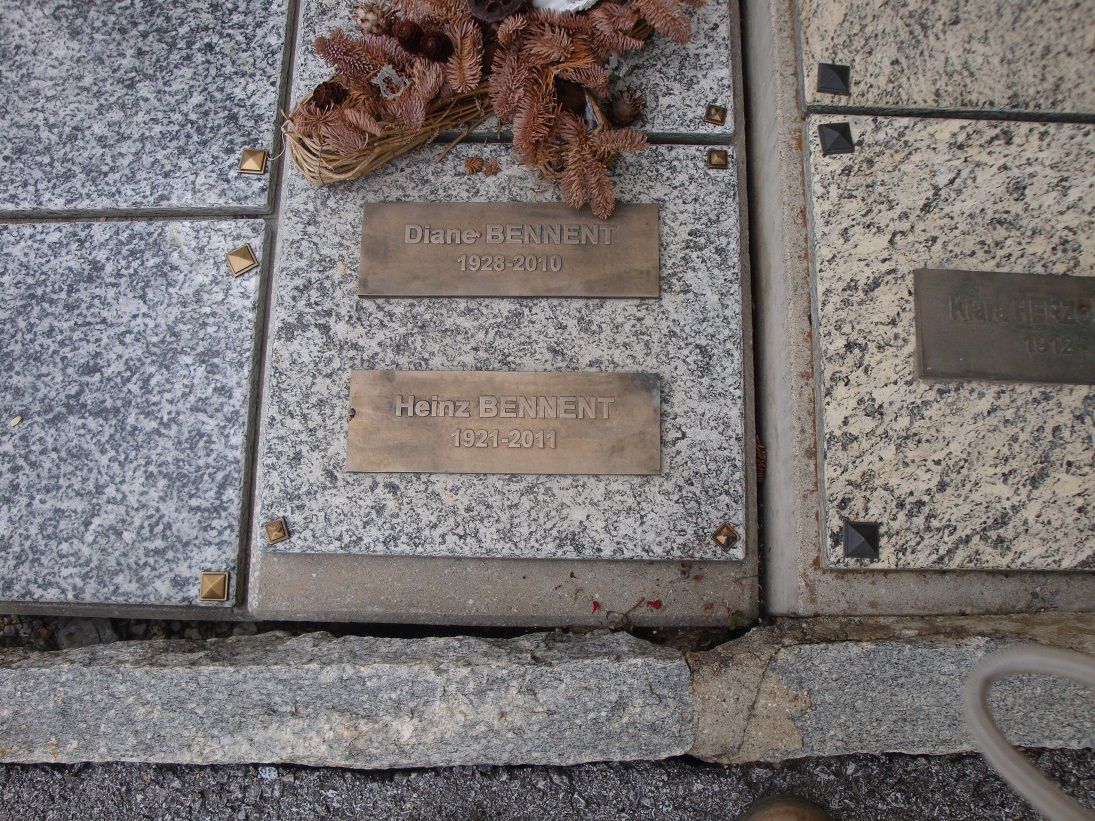
سنگ قبر هاینتس بننت در چاندولین

هاینتس بننت (آلمانی: Heinz Bennent; ‏۱۸ ژوئیهٔ ۱۹۲۱ – ۱۲ اکتبر ۲۰۱۱) یک هنرپیشه اهل آلمان بود.

## گزیده فیلمشناسی
از فیلم‌ها یا برنامه‌های تلویزیونی که وی در آن نقش داشته‌است می‌توان به آثار زیر اشاره کرد.
- ۱۹۷۵: بخش ویژه (فیلم ۱۹۷۵)
- ۱۹۷۵: عصر یخبندان (فیلم ۱۹۷۵)
- ۱۹۷۶: می‌خواهم زنده بمانم (فیلم ۱۹۷۶)
- ۱۹۷۷: تخم مار (فیلم)
- ۱۹۷۹: طبل حلبی (فیلم)
- ۱۹۸۰: آخرین مترو
- ۱۹۸۱: تسخیر (فیلم ۱۹۸۱)